# 프로필렌글리콜
프로필렌글리콜(Propylene glycol)은 냄새가 거의 없으나 희미하게 달콤한 맛을 내는 점성이 있는 무색의 액체이다. 화학식은 CH3CH(OH)CH2OH이다. 2개의 알코올 기들을 함유하고 있으며 다이올로 분류된다. 다양한 용제와 혼화성이 있는데, 여기에는 물, 아세톤, 클로로포름이 있다.
유럽연합에서 E 번호는 음식용 E1520이다. 화장품과 약리학의 경우 숫자는 E490이다. 미국 식품의약국에 의해 (일반적으로 안전하다고 인식되는) GRAS인 화합물이다.